# Димитър Хлебаров (спортист)
Вижте пояснителната страница за други личности с името Димитър Хлебаров.
Димитър Хлебаров е български лекоатлет.
Състезава се в дисциплината овчарски скок. Избран е за спортист на годината на България за 1961 година. Участва на олимпийските игри в Рим през 1960 и в Токио през 1964 година.
Хлебаров е доцент в СУ „Климент Охридски“ и дългогодишен ръководител на катедра „Спорт“.

## Успехи
| Събитие | Събитие                    | Къде            | Място | Резултат |
| ------- | -------------------------- | --------------- | ----- | -------- |
| 1960    | Летни олимпийски игри 1960 | Рим, Италия     | 11-и  | 4.30     |
| 1961    | Световни студентски игри   | София, България | 1-ви  |          |
| 1964    | Летни олимпийски игри 1964 | Токио, Япония   | NM    |          |